# Monastère de Davidovica
Le monastère de Davidovica (en serbe cyrillique : Манастир Давидовица ; en serbe latin : Manastir Davidovica) est un monastère orthodoxe serbe situé à Brodarevo, dans le district de Zlatibor et dans la municipalité de Prijepolje en Serbie. Il est inscrit sur la liste des monuments culturels de grande importance de la république de Serbie (identifiant no SK 375).
Le monastère est dédié à l'Épiphanie.

## Localisation
La rivière Lim coule tout près du monastère. 

## Histoire
Le monastère de Davidovica a été fondé en 1281 ou 1282 par le prince Dimitrije Nemanjić, le fils cadet de Vukan Nemanjić. En revanche, l'église a été construite sur les vestiges d'une basilique byzantine du VIe siècle. Au XVe siècle, le monastère fut détruit lors de l'invasion ottomane, en même temps que le monastère de Mileševa, situé à quelques dizaines de kilomètres de Davidovica. Il est mentionné dans les recensements turcs en 1530 et 1667. Après cette date, le monastère disparaît des documents historiques ; il fut sans doute déserté au moment de la Grande migration serbe de 1690, conduite par le patriarche Arsenije III Čarnojević. Laissé à l'abandon, il fut l'objet de pillages divers, et notamment en 1907. Selon une tradition locale, les livres et les objets précieux qu'il abritait auraient été cachés dans une grotte située à proximité.
Dès 1931, l'architecte Aleksandar Deroko visita le monastère, mais les premiers travaux de restauration ne commencèrent que dans les années 1960. À la fin des années 1990, une initiative fut lancée par la population locale et le directeur du Musée de Prijepolje ; en 1998, des fonds furent recueillis pour la protection et la reconstruction de Davidovica ; la plus grande partie de l'église, l'exception du narthex, fut restaurée et les lieux furent rendus à la vie monastique. Parallèlement aux travaux de restauration, une campagne de fouilles a mis au jour les vestiges de la basilique byzantine qui avait précédé l'église actuelle.

## Architecture
L'église du monastère de Davidovica présente une architecture caractéristique de l'école de la Raška, telle qu'on peut la trouver également aux monastères de Žiča, Mileševa, Sopoćani et Gradac, avec une nef surmontée d'une coupole. L'église possède des murs d'une épaisseur comprise entre 80 cm et 1 m ; la nef mesure 17 m.

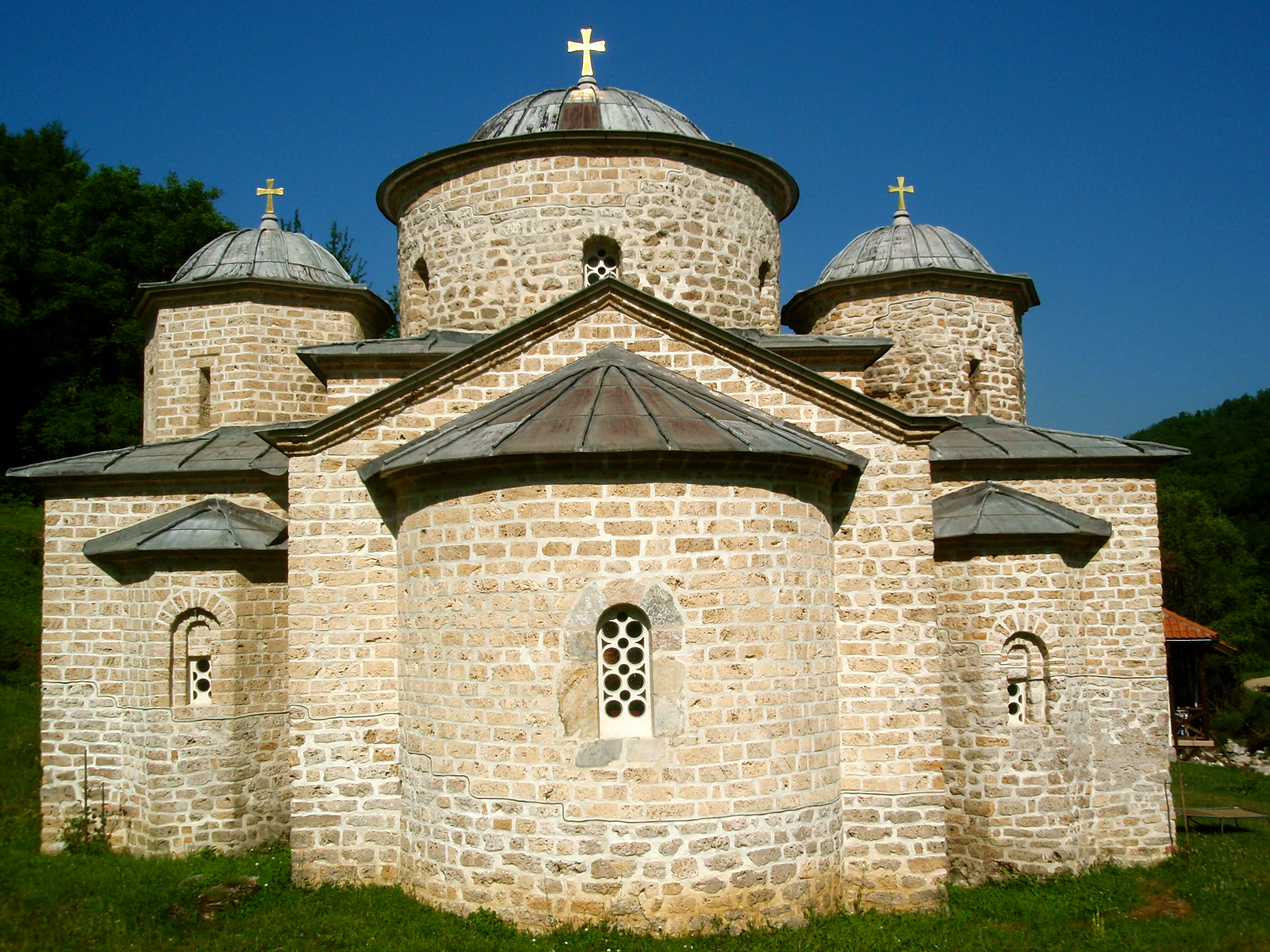
Le chevet de l'église

## Fresques
Des fresques originelles ne subsistent que quelques fragments, représentant la vie de Saint Démétrios de Salonique, ainsi que quelques traces de peintures consacrées au fondateur du monastère (dans la partie nord).

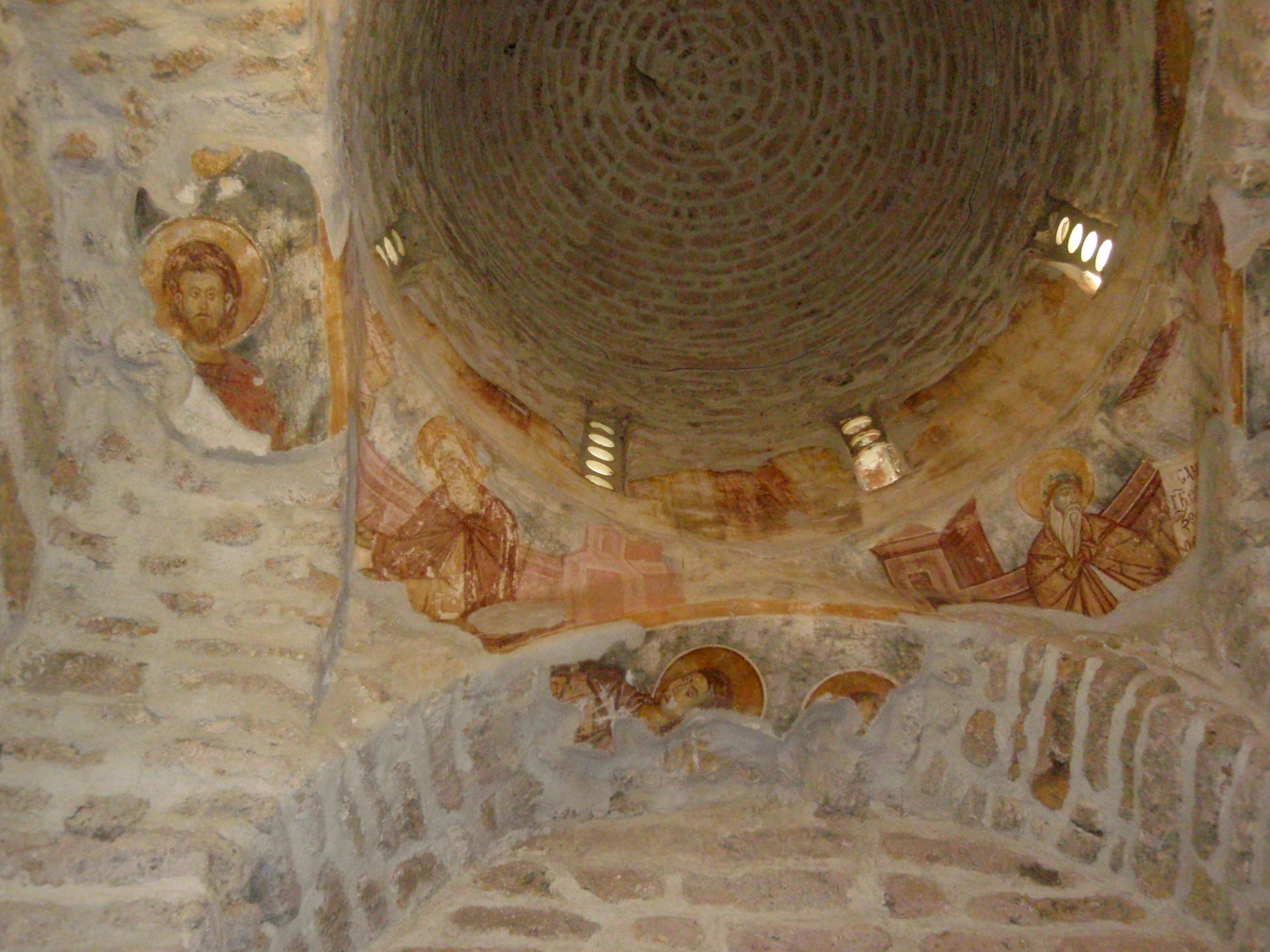
Fragments de fresques